# 水真腊
水真腊是中国古代文献中记载的一个位于中南半岛的印度化古国，其中心地域位于湄公河三角洲一带。
根据汉文文献记载，水真腊原为真腊的一部分。唐朝神龙年以后（即707年以后），真腊分裂为水真腊和陆真腊两部分。水真腊的都城是婆羅提拔，其辖境方圆八百里，南临大海，拥有富饶崎岖的泽地。元和年间，曾遣使前往唐朝进贡。
西方历史学家曾认为扶南和真腊是中央集权式的王国，但这种说法近来已经受到广泛质疑。克劳德·雅克（Claude Jacques）指出，真腊是否存在至今不明，如果存在，它只不过是众多小国中的一个，或者是最重要的一个。另一位学者迈克尔·维克里则指出，中国古籍中将真腊区分为水真腊和陆真腊是毫无意义而且具有误导性的；因为最好的证据表明，直到802年为止，古代柬埔寨的土地上没有单一的大国存在，但存在一系列小国。大卫·钱德勒则认为，7世纪至8世纪时期，扶南这类沿海贸易国家衰落，而内陆以广泛水稻种植为主、被称为“真腊”的众多国家开始兴起。
9世纪初期，阇耶跋摩二世统一了柬埔寨，开创高棉帝国。